# 트레버 라빈
트레버 찰스 라빈(영어: Trevor Charles Rabin, 1954년 1월 13일 ~ )은 남아프리카 공화국의 음악가, 작곡가, 영화 작곡가이다. 음악 가정에서 태어나 요하네스버그에서 자란 라빈은 어린 나이에 피아노와 기타를 시작으로 세션 음악가가 되어 다양한 아티스트와 함께 연주하고 프로듀싱했다. 1972년에는 남아프리카 공화국에서 상당한 성공을 거둔 록 밴드 래빗에 합류하여 첫 솔로 음반인 《Beginnings》를 발매했다. 1978년 라빈은 런던으로 이주하여 솔로 아티스트이자 맨프레드 맨스 어스 밴드를 비롯한 다양한 아티스트의 프로듀서로 활동했다.
1981년 로스앤젤레스로 이주한 라빈은 1983년부터 1995년까지 프로그레시브 록 밴드 예스의 기타리스트로 명성을 얻었다. 라빈의 첫 번째 음반인 1983년 90125는 주로 자신의 데모를 바탕으로 개발되었으며, 미국 1위 싱글 〈Owner of a Lonely Heart〉의 도움을 받아 베스트셀러 음반으로 남아 있다. 《Big Generator》 (1987년)과 《Union》 (1991년) 이후 라빈은 《Talk》 (1994년)를 프로듀싱하고 투어를 마치고 그룹을 떠났다. 예스에서 활동하는 동안 라빈은 미국 시민권을 취득했다.
라빈은 다작 영화 작곡가가 되었으며, 이후 40편 이상의 장편 영화를 제작했으며, 특히 프로듀서 제리 브룩하이머와의 잦은 협업이 가장 큰 성공을 거두었다.  2017년, 라빈은 예스의 멤버로 로큰롤 명예의 전당에 헌액되었다.

## 사생활
라빈은 1978년부터 아내 셸리 메이와 결혼했다. 두 사람은 학교 다닐 때 처음 만났다. 1984년부터 로스앤젤레스 할리우드에 거주하며 슬하에 아들 라이언이 한 명 있다. 라이언은 드러머 겸 음반 프로듀서이자 앤섬, 아웃라인, 2009년부터 2017년까지 얼터너티브 록 밴드 그룹러브의 멤버로 활동했다.

## 음반 목록

### 솔로
- Beginnings (1977) (reissued in 1978 as Trevor Rabin)
- Face to Face (1979)
- Wolf (1981)
- Can't Look Away (1989)
- Live in LA (2003, live)
- 90124 (2003, archival compilation)
- Jacaranda (2012)
- Rio (2023)

### 밴드 멤버
예스
- 90125 (1983)
- Big Generator (1987)
- Union (1991)
- Talk (1994)
- 9012Live: The Solos (1985, live)
- Union Live (2011, live)